# آرمان عزیز
آرمان عزیز (بنگالی: আরমান আজিজ؛ زادهٔ ۱۰ مهٔ ۱۹۸۴) بازیکن فوتبال اهل بنگلادش بود.
وی همچنین در تیم‌های ملی فوتبال  زیر ۲۳ سال بنگلادش و بنگلادش بازی کرده است.